# Technically Single
Technically Single ist eine deutsche Comedy-Serie, die seit dem 13. Oktober 2018 bei dem Streaming-Portal Maxdome und Sixx.de online verfügbar ist. Das Drehbuch stammt von Sebastian Stojetz, der auch Regie geführt hat. Die Serie stellt das erste Kooperations-Projekt zwischen der HFF München und der TU München dar.

## Handlung
Gerade als sich das 19-jährige „Brain-Girl“ Juli an der Technischen Uni für Elektrotechnik einschreibt, macht ihr long-term-boyfriend Tossi mit ihr Schluss, da er sie für zu emanzipiert hält. Juli kann das nicht auf sich sitzen lassen und will ihn zurückgewinnen – nur um ihn zu „droppen“.

## Episodenliste

### Staffel 1
| Nr. (ges.) | Nr. (St.) | Originaltitel        | Erstveröffentlichung | Kurz-Inhalt |
| ---------- | --------- | -------------------- | -------------------- | --- |
| 1          | 1         | Braingirls don’t cry | 13. Okt. 2018        | Als Juli ihren Studienausweis für ihr Elektrotechnik-Studium abholen will, macht ihr long-term- boyfriend Tossi per Facetime mit ihr Schluss, weil er sie für zu emanzipiert hält. Aber wegen dieses Vollmachos seine Träume aufgeben? Nicht mit Juli.                                   |
| 2          | 2         | Eule oder Keule?     | 13. Okt. 2018        | Juli und study’n’chill-Maschbauer Lukas haben einen Deal: Sie schleift ihn durchs Semester und im Gegenzug hilft er ihr, ihren Ex zurückzugewinnen – um ihn zu droppen. Doch schnell befindet sich Juli in einem Dilemma: Streber-Eule oder Party-Keule?                                 |
| 3          | 3         | Winter is coming     | 13. Okt. 2018        | Lukas’ Idee, Juli auf Insta als #tubraingirl zu vermarkten, schlägt voll ein: Tossi Winter kommt zurück nach München. Und auch Julis Plan, ihn zurückzugewinnen, scheint voll aufzugehen: Die beiden kommen sich im Roboter-Lab wieder nahe. Für Juli fast zu nah.                       |
| 4          | 4         | What the hack?!      | 13. Okt. 2018        | Es ist passiert. Juli und Lukas hatten Sex. In Julis Zelt. Und es war… total schön, äh schönscheiße! Schließlich ist sie doch gerade wieder mit Tossi zusammen? Julis Gefühls-Chaos ist perfekt. Und das beherrschen bekanntlich nur Genies…                                             |
| 5          | 5         | Bromies              | 13. Okt. 2018        | Allein ist eine Kathode nutzlos… Juli hat zwar den Hackathon gewonnen – aber ihre Freunde verloren. Immerhin hat sie noch Tossi, denkt Juli. Doch als sie den wahren Grund für seine Rückkehr erfährt, stürzt über Juli alles ein. Wird sie es schaffen, Tossi-Boy doch noch zu droppen? |

## Besetzung
Im Casting wurde zuerst die Titelrolle der „Juli“ mit Alina Stiegler (u. a. Dogs of Berlin) besetzt. Für die Professorin wurde mit Maria Furtwängler eine bekannte deutsche Schauspielerin gewonnen. Furtwängler hatte selbst an der TU München Medizin studiert.
| Schauspieler           | Rollenname                                  | Hauptrolle |
| ---------------------- | ------------------------------------------- | ---------- |
| Alina Stiegler         | Juli Mörtlbauer, Elektrotechnik             | 1.01–1.05  |
| Sarah Mahita           | Jäckie von Wertheim, Informatik             | 1.01–1.05  |
| Sebastian Schneider    | Lukas Seiler, Maschinenbau                  | 1.01–1.05  |
| Eugene Boateng         | Gini Bakayoko, TUM-BWL mit Chemie           | 1.01–1.05  |
| László Branko Breiding | Thorsten „Tossi“ Winter, Jura               | 1.01–1.05  |
| Ella-Maria Gollmer     | Miri Schneider, Architektur                 | 1.01–1.05  |
| Ricarda Seifried       | Miris Freundin, Architektur                 | 1.01–1.05  |
| Christina Jung         | Eulen-Birgit, Luft- und Raumfahrttechnik    | 1.02       |
| Sebastian Kremkow      | Justus-TUM-BWL                              | 1.01       |
| Alexander Wipprecht    | Sekretär                                    | 1.01       |
| Lorenzo Germeno        | Hawking                                     | 1.01       |
| Minh-Hoang Dinh        | Li-Dong                                     | 1.01       |
| Patrick Chambers       | Caretaker                                   | 1.05       |
| Maria Furtwängler      | Prof. Dr. Ulrike Bornholm, Regelungstechnik | 1.01–1.05  |
| Maximilian Schafroth   | Hubertus Schnieblfatz, Regelungstechnik     | 1.04–1.05  |

## Hintergrund
2013 entwickelten Klaus Diepold, der 2013 Vizepräsident an der TU München war, und Tobias Grabmeier, der an der TU München Elektrotechnik studierte, zusammen die Idee zu einer Webserie, die von einer Studentin an einer Technischen Universität handeln sollte. Letzterer sprach darauf Helena Hufnagel und Sebastian Stojetz an, die als Produzentin und als Drehbuchautor zum Team stießen, das dann die Geschichte zu Technically Single entwickelte.
Die Webserie wurde von Helena Hufnagel (Cocofilms GmbH) mit Ko-Produzentin Lena Karbe (Karbe Film) produziert, ausführende Producerin ist Lena Klein. Der Dreh dauerte 10 Tage und fand fast ausschließlich an Originalschauplätzen (Hörsaal, Bibliothek, StuCafé) auf dem Münchner Campus der Technischen Universität statt. Ein großer Teil der Musik wurde von den Mitgliedern der Band Claire extra für die Serie produziert, so auch die Titelmusik Hi Kids. Zusätzlich wurden für den Soundtrack Bands aus dem deutschsprachigen Raum ausgewählt (Matija, Angela Aux, NIHILS, Burkini Beach, Moop Mama).
Das Projekt ist die erste Webserie, die eine Förderung vom FilmFernsehFonds Bayern erhielt (unter dem Arbeitstitel Täglich unter Männern).
Technically Single hatte am 4. Oktober 2018 Premiere auf dem Filmfest Hamburg. Am 10. Oktober 2018 fand die München-Premiere statt. Anschließend war die erste Folge drei Tage vor offiziellem Start exklusiv bei Spiegel TV zu sehen.
Seit dem 18. Juni 2019 wird sie als Format der ProSiebenSat.1 Media Streaming-Plattform Joyn vermarktet und ist dort in voller Länge kostenfrei abrufbar.

## Rezensionen
„‚Technically Single‘ (Arbeitstitel: ‚Täglich unter Männern‘) ist aus mehreren Gründen gelungen. Zum einen hat die von der HFF-Absolventin Helena Hufnagel (‚Einmal bitte alles‘) produzierte Miniserie eine lässige Grundhaltung, der Erzählton ist selbstironisch (‚Er da, Maschinenbauer, mit Betonung auf Bauer‘), überdreht und witzig (‚Was glauben Sie denn, wo wir hier sind? An der LMU oder was?‘). Da ist von ‚Happy Hacking‘ die Rede, und beim Zelten vor der TU wird Juli erklärt: ‚Du weißt schon, dass Campus nicht von Campen kommt.‘ Zum anderen ist das München-Bild frisch und authentisch; gefeiert wird zum Beispiel im Bahnwärter Thiel. Außerdem haben es ein paar Münchner Bands auf den Soundtrack geschafft. Und schließlich funktioniert die vom Film-Fernseh-Fonds Bayern mit 50 000 Euro mitfinanzierte Produktion auch als reines Unterhaltungsformat.“

## Festivals
- Filmfest Hamburg 2018 – Festival-Premiere in der Reihe „Televisionen“[14][15]
- Melbourne WebFest 2018 – nominiert in fünf Kategorien[16]
- Rio WebFest 2018 – nominiert in fünf Kategorien[17]
- Sao Paulo WebFest 2018[18]
- Miami Indie Film Festival 2018 – Winner „Monthly Edition July 2018 – Best Webseries“[19]
- Bilbao Seriesland 2018
- Portland Comedy Film Festival 2018
- SerienCamp Festival 2018 – Screening im Rahmen des „Webserien Special“[20][21]
- Miami WebFest 2019[22]
- New York Winter Film Awards 2019[23]